# Michel Gauquelin
Michel Gauquelin var en fransk psykolog och astrolog som gjorde statistiska studier av astrologi och ansåg sig finna en statistisk samband mellan Mars position och effekter på vissa yrkesgrupper. Hans undersökning har kritiserats av Staffan Gunnarson.